# Tawaf

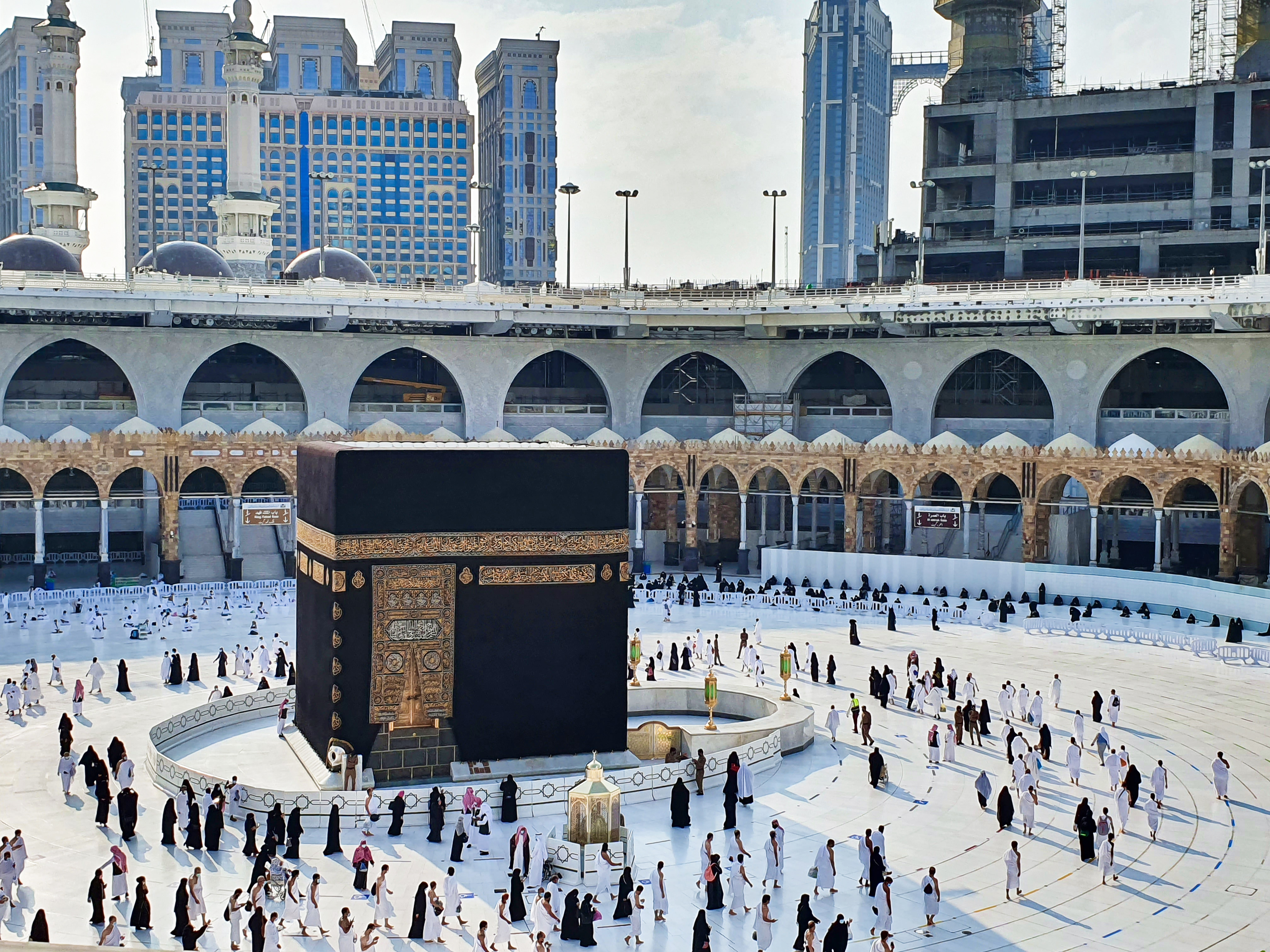
Tawaf podczas pandemii COVID-19 w grudniu 2020. Widoczne są specjalne linie, po których muszą poruszać się pielgrzymi, aby zachować bezpieczny odstęp między sobą

Tawaf (arab. ‏طواف‎) – rytualne okrążenia Al-Kaby podczas muzułmańskich pielgrzymek hadżdż i umra.
Słowo tawaf pochodzi od arabskiego czasownika tafa (arab. ‏طاف‎), oznaczającego „okrążać coś, obchodzić coś dookoła”.
Podczas hadżdżu tawaf jest rytuałem, który pielgrzymi dokonują jako pierwszy, zaraz po przybyciu do Mekki i ostatnim przed jej opuszczeniem. Polega na siedmiokrotnym okrążeniu Al-Kaby w kierunku przeciwnym do wskazówek zegara, rozpoczynając od Czarnego Kamienia, który powinno się ucałować, dotknąć lub oddać mu cześć. Przed rozpoczęciem rytuału należy dokonać ablucji. Trzy pierwsze okrążenia należy wykonać w możliwie szybkim tempie. Rytuał można wykonać jadąc na grzbiecie zwierzęcia (sam Mahomet raz odbywał go na wielbłądzie), na wózku inwalidzkim lub będąc niesionym na noszach. Kobiety i mężczyźni mogą wykonywać tawaf w tym samym czasie, ale muszą się trzymać osobno i kobietom nie wolno wchodzić do Al-Kaby, dopóki mężczyźni jej nie opuszczą. Menstruujące kobiety powinny przełożyć tawaf na później (po okresie).
Nakaz wykonywania okrążeń wokół Al-Kaby jest opisany w Koranie, w surze 22:

Potem niech skończą ze swoim zaniedbaniem,

niech wypełnią całkowicie swoje śluby

i niech dokonają okrążeń wokół dawnego Domu